# Pierre Granier-Deferre
Pierre Granier-Deferre (Parijs, 27 juli 1927 – aldaar, 16 november 2007) was een Franse filmregisseur en scenarioschrijver. Hij heeft 26 speelfilms op zijn naam staan, vooral drama's en politiefilms. Vaak gaat het daarbij om boekverfilmingen literaire adaptaties.

## Leven en werk

### Opleiding en eerste stappen in de filmwereld
In 1954 studeerde Granier-Deferre af aan het Institut des hautes études cinématographiques (IDHEC). Hij deed meerdere jaren ervaring op als regieassistent van Jean-Paul Le Chanois, Denys de La Patellière en Marcel Carné. Pas in 1961 maakte hij zijn debuut als filmregisseur. Le Petit Garçon de l'ascenseur zette meteen de (literaire) toon want de film was gebaseerd op een roman. 
In 1965 had hij voor het eerst wat succes met de politiefilm La Métamorphose des cloportes, met vedette Lino Ventura in de hoofdrol, als de gangster die door zijn medeplichtigen wordt verraden. Albert Simonin en Michel Audiard verzorgden het scenario van deze sfeervolle politiefilm.

### Succesvolle jaren zeventig
Hij zette het begin van de jaren zeventig stevig in dankzij La Horse en Le Chat. Die films werden gedragen door de vertolking van Jean Gabin die hij had leren kennen op de set toen hij nog regieassistent was. Met name het psychisch steekspel tussen Gabin en zijn (film)partner Simone Signoret was een sterk staaltje acteerkunst. Granier-Deferre's carrière kwam nu op gang. Vanaf dan tot halfweg de jaren tachtig bracht hij bijna elk jaar een succesvolle film uit. Zo volgden na Le Chat nog drie verfilmingen van romans van Georges Simenon: La Veuve Couderc (1972), waarin Signoret nu tegen Alain Delon speelde, Le Train (1973) en L'Étoile du Nord (1982). Voor La Cage en Adieu poulet - beide uit 1975 - deed Granier-Deferre opnieuw een beroep op Lino Ventura. Ook Pierre Drieu La Rochelle (Une femme à sa fenêtre uit 1976) en La Voix uit 1992) en Jean-Marc Roberts (Une étrange affaire uit 1981 en L'Ami de Vincent uit 1983) verfilmde hij twee keer. Deze laatste hielp ook nog mee aan het scenario van twee andere films. Granier-Deferre werkte meermaals met grote acteurs als Lino Ventura, Alain Delon, Philippe Noiret en Jean-Louis Trintignant, en met iconische actrices als Simone Signoret en Romy Schneider.

### Jaren tachtig
Voor het psychologisch drama Une étrange affaire kreeg Granier-Deferre in 1981 de Prix Louis-Delluc. Zowel Nathalie Baye als Fanny Cottençon kregen een César voor beste actrice in een bijrol in respectievelijk Une étrange affaire en L'Étoile du Nord (in 1982 en 1983). Zelf kreeg Granier-Deferre voor die laatste film in 1983 een César voor het Beste scenario of bewerking. Tussen 1985 en 1995 werkte Granier-Deferre onverdroten verder, maar zijn films genoten merkbaar minder bijval dan in zijn topperiode van de jaren zeventig.

### Filmstijl
Granier-Deferre was het prototype van de klassiek geschoolde regisseur die graag verhalen vertelde en traditioneel vakwerk afleverde, vooral door middel van het verfilmen van literatuur. Naast Georges Simenon, Jean-Marc Roberts en Pierre Drieu La Rochelle vond hij ook inspiratie in het werk van onder meer René Fallet, Georges Duhamel en Félicien Marceau. Dit was niet eenvoudig in een periode dat de Nouvelle Vague domineerde. Granier-Deferre schonk liever aandacht aan de psychologische uitwerking van de plot en van de karakters dan aan de actie. Geen wonder dat hij in het werk van Georges Simenon het geschikte materiaal vond voor heel wat bioscoop- en televisiefilms. Meestal werkte hij mee aan het scenario van zijn films.

### Privéleven
Granier-Deferre was van 1967 tot 1974 gehuwd met de Engelse actrice Susan Hampshire. Daarna hertrouwde hij met circusartieste en actrice Annie Fratellini. Hij is de vader van vijf kinderen, onder wie de filmregisseur Denys Granier-Deferre, de actrice Célia Granier-Deferre en de paardrijdster en circusartieste Valérie Fratellini.
Pierre Granier-Deferre stierf in 2007 op 80-jarige leeftijd. Hij werd gecremeerd op Père-Lachaise. en de urn werd bijgezet in het familiegraf op Cimetière d'Auteuil.

## Filmografie

### Regieassistent
- 1954 - L'Air de Paris  (Marcel Carné)
- 1955 - Village magique (Jean-Paul Le Chanois)
- 1957 - À pied, à cheval et en voiture (Maurice Delbez)
- 1958 - En légitime défense (André Berthomieu)
- 1958 - Les Grandes Familles (Denys de La Patellière)
- 1959 - Rue des prairies (Denys de La Patellière)
- 1960 - Un Taxi pour Tobrouk (Denys de La Patellière)
- 1960 - Une gueule comme la mienne (Frédéric Dard) (technisch raadgever)

### Regisseur

#### Speelfilms
- 1961 - Le Petit Garçon de l'ascenseur (naar de gelijknamige roman van Paul Vialar)
- 1962 - Les Aventures de Salavin (naar de roman Confession de minuit van Georges Duhamel)
- 1965 - La Métamorphose des cloportes (naar de roman van Alphonse Boudard)
- 1965 - Paris au mois d'août (naar de gelijknamige roman van René Fallet)
- 1967 - Le Grand Dadais (naar de gelijknamige roman van Bertrand Poirot-Delpech)
- 1970 - La Horse
- 1971 - Le Chat (naar de gelijknamige roman van Georges Simenon)
- 1971 - La Veuve Couderc (naar de gelijknamige roman van Georges Simenon)
- 1973 - Le Fils
- 1973 - Le Train (naar de gelijknamige roman van Georges Simenon) + kleine aanvulling
- 1974 - La Race des seigneurs (naar de in 1969 met de prix Goncourt bekroonde roman Creezy van Félicien Marceau)
- 1975 - La Cage
- 1975 - Adieu poulet
- 1976 - Une femme à sa fenêtre
- 1979 - Le Toubib (naar de roman Harmonie ou les horreurs de la guerre van Jean Freustié)
- 1981 - Une étrange affaire
- 1982 - L'Étoile du Nord (naar de roman Le locataire van Georges Simenon)
- 1983 - L'Ami de Vincent
- 1985 - L'Homme aux yeux d'argent
- 1986 - Cours privé
- 1987 - Noyade interdite (naar de roman Widow's Walk van Andrew Coburn)
- 1988 - La Couleur du vent
- 1990 - L'Autrichienne
- 1992 - La Voix
- 1993 - Archipel (naar de gelijknamige roman van Michel Rio)
- 1995 - Le Petit Garçon (naar de gelijknamige roman van Philippe Labro)

#### Televisie
- 1965 - Histoires d'hommes
- 1995 - Maigret et la Vente à la bougie (episode van Maigret) (+ scenario)
- 1996 - La Dernière Fête (film)
- 1997 - Maigret et l'Enfant de chœur (episode van Maigret) (+ scenario)
- 2001 - Maigret et la Fenêtre ouverte (episode van Maigret) (+ scenario)

### Scenarist van ander werk (episodes van de televisiereeksMaigret- 1991)
- 1999 - Madame Quatre et ses enfants
- 1999 - Meurtre dans un jardin potager
- 1999 - Un meurtre de première classe
- 2000 - Maigret voit double
- 2000 - Maigret chez les riches
- 2002 - Maigret chez le ministre
- 2002 - Maigret à l'école
- 2002 - Maigret et le Marchand de vin
- 2002 - Maigret et le Fou de Sainte-Clotilde
- 2003 - Maigret et la Princesse
- 2004 - Les Scrupules de Maigret
- 2005 - Maigret et l'Étoile du Nord
- 2006 - Le Passager de l'été (film van Florence Moncorgé-Gabin, dochter van Jean Gabin)

- Biblioteca Nacional de España: XX4581669
- Bibliothèque nationale de France: cb13894664p (data)
- Gemeinsame Normdatei: 130046876
- International Standard Name Identifier: 0000 0001 2148 7944
- Library of Congress Control Number: nr97036604
- Nationale Bibliotheek van Tsjechië: xx0150921
- Nederlandse Thesaurus van Auteursnamen: 071763473
- Réseau des bibliothèques de Suisse occidentale: 02-A009014658
- SNAC: w65860mg
- Système universitaire de documentation: 085770698
- Virtual International Authority File: 118004348
- WorldCat: E39PBJghtrcfmYCYhPtwTjbDbd